# Палмира (атол)
Палмира (енгл. Palmyra Atoll) је атол површине 12 km² (4,6 квадратних миља) у Северном Пацифику смештен на 5°52′ СГШ 162°6′ ЗГД. Палмира је један од Северних Линијских острва (југоисточно од Гребена Кингман и северно од кирибатских Линијских острва), смештен скоро тачно на југу од Хавајских острва, отприлике на пола пута између Хаваја и Америчке Самое. Има обалу од 14,5 km и пристаниште звано Вест Лагун.

## Географија
Састоји се од гребена, две плитке лагуне и око 50 пешчаних и стеновитих острвца покривених вегетацијом — углавном стаблима кокоса, Скаевола, и високим Писонија дрвећем. Већина острва је спојена. Изузеци су Сенд Ајанд на западу и Барен Ајланд на истоку. Највеће острво је Купер Ајланд на северу, а иза њега Каула Ајладн на југу. Просечне годишње падавине износе 175 инча.
Палмира је неорганизована територија у склопу САД. Налази се у власништву The Nature Conservancy, организације за заштиту околине, али административно припада Канцеларији за острвске послове при Секретаријату унутрашњих послова па се њоме управља из Вашингтона. Територијалне воде (12 нм од обале) су проглашене Националним природним резерватом Палмира и њима управља Служба за рибарство и дивљач.

## Привреда
На стрву тренутно нема никакве економске активности. Једини становници су група од 4-20 научника и добровољаца која је саградила неколико бунгалова. Плаже су натрпане смећем са бродова, а део их је затворен због неексплодиране муниције из доба Другог светског рата.

## Историја
Острво је 1798. године открио амерички капетан Едмунд Фанинг док је са својим бродом Бетси путовао у Азију. Име је добио по броду Палмира који се на њему насукао 7. новембра 1802. Године 1859. острво су анектирале САД, а године 1862. Краљевство Хаваји, па су 1898. након анексије Хаваја поновно прешле у амерички посед. Године 1934. над атолом је управу преузела Америчка ратна морнарица, а бивши приватни власници земљишта су у посед дошли тек када су 1947. добили парницу на Врховном суду. Када су Хаваји 1959. године постали савезна држава САД, Палмира је издвојена као посебна савезна територија и налази се под директном управом Председника САД.